# Монако на Летњим олимпијским играма 2008.
Монако је на Олимпијским играма у Пекингу 2008. учествовао осамнаести пут.
Монако је представљало петоро спортиста (4 мушкарца и 1 жена) у пет појединачних спортова. Најбољи пласман је остварио Јан Сикарди освојивши 21. место у џудоу.
Олимпијски тим Монака је остао у групи екипа које нису освојиле ниједну медаљу.
Заставу Монака на свечаном отварању Олимпијских игара 2008. носио је веслач Матијас Рејмонд. Најстарији представник Монака на овим играма је била стрелац Фабијен Дјато-Пасети са 42 године, а најмлађи џудиста Јан Сикардиса 22 године.

## Учесници по дисциплинама
| Спорт         | Мушкарци | Жене | Укупно |
| ------------- | -------- | ---- | ------ |
| Атлетика      | 1        | 0    | 1      |
| Веслање       | 1        | 0    | 1      |
| Дизање тегова | 1        | 0    | 1      |
| Стрељаштво    | 0        | 1    | 1      |
| Џудо          | 1        | 0    | 1      |
| Укупно(5)     | 4        | 1    | 5      |

### Мушкарци
| Атлетичар         | Дисциплина | Група    | Група  | Четвртфинале     | Четвртфинале     | Полуфинале       | Полуфинале       | Финале           | Финале | Детаљи |
| Атлетичар         | Дисциплина | Резултат | Место  | Резултат         | Место            | Резултат         | Место            | Резултат         | Место  | Детаљи |
| ----------------- | ---------- | -------- | ------ | ---------------- | ---------------- | ---------------- | ---------------- | ---------------- | ------ | ------ |
| Себастијен Гатузо | 100 m      | 10,70    | 6 гр 9 | Није се пласирао | Није се пласирао | Није се пласирао | Није се пласирао | Није се пласирао | 59/80  |        |

## Веслање

### Мушкарци
| Веслач          | Дисциплина | Група   | Група   | Четвртфинале | Четвртфинале | Полуфинале | Полуфинале | Финале  | Финале  | Укупно  | Детаљи |
| Веслач          | Дисциплина | Време   | Пласман | Време        | Пласман      | Време      | Пласман    | Време   | Пласман | Пласман | Детаљи |
| --------------- | ---------- | ------- | ------- | ------------ | ------------ | ---------- | ---------- | ------- | ------- | ------- | ------ |
| Матијас Рејмонд | скиф       | 7:51,69 | 4 гр 4  | 7:11,66      | 5 гр 1 ПЦД   | 7:33.06    | 5 гр 2 ФД  | 7:14.27 | 4       | 22/32   |        |

ПЦД - пласман у полуфинале ЦД, ФД - пласман у Д финале

## Дизање тегова

### Мушкарци
| Такмичар      | Дисциплина | Трзај    | Трзај   | Избачај  | Избачај | Укупно | Пласман | Детаљи |
| Такмичар      | Дисциплина | Резултат | Пласман | Резултат | Пласман | Укупно | Пласман | Детаљи |
| ------------- | ---------- | -------- | ------- | -------- | ------- | ------ | ------- | ------ |
| Роман Маркесу | - 77 kg    | 110      | 27      | 140      | 24      | 250    | 24/28   |        |

## Стрељаштво

### Жене
| Стрелац             | Дисциплина          | Квалификације | Квалификације | Финале            | Финале            | Пласман | Детаљи |
| Стрелац             | Дисциплина          | Резултат      | Пласман       | Резултат          | Укупно            | Пласман | Детаљи |
| ------------------- | ------------------- | ------------- | ------------- | ----------------- | ----------------- | ------- | ------ |
| Фабијен Дјато-Пасет | Ваздушна пушка 10 m | 387           | 41            | Није се пласирала | Није се пласирала | 41/47   |        |

## Џудо

### Мушкарци
| Џудиста     | Дисциплина | Квалификације      | Коло 32                         | Коло 16            | Четвртфинале       | Полуфинале         | Прво коло репесажа | Четвртфинале репесажа | Полуфинале репесажа | Финале             | Финале | Детаљи |
| Џудиста     | Дисциплина | Противник Резултат | Противник Резултат              | Противник Резултат | Противник Резултат | Противник Резултат | Противник Резултат | Противник Резултат    | Противник Резултат  | Противник Резултат | Место  | Детаљи |
| ----------- | ---------- | ------------------ | ------------------------------- | ------------------ | ------------------ | ------------------ | ------------------ | --------------------- | ------------------- | ------------------ | ------ | ------ |
| Јан Сикарди | до 60 kg   |                    | Крег Фелон (ВБ) пораз 0000:1010 | Није се пласирао   | Није се пласирао   | Није се пласирао   | Није се пласирао   | Није се пласирао      | Није се пласирао    | Није се пласирао   | 21/32  |        |